# چارلز وودهاوس
چارلز وودهاوس (انگلیسی: Charles Woodhouse؛ ۹ ژوئیه ۱۸۹۳ – ۲۳ سپتامبر ۱۹۷۸ (۸۵ ساله)) افسر نیروی دریایی پادشاهی بریتانیا بود.
همچنین برندهٔ جوایزی همچون نشان حمام شده‌است.